# Massacro di Grabovica
Il massacro di Grabovica venne perpetrato l'8 o il 9 settembre 1993 e risultò nell'assassinio di almeno 13 abitanti di etnia croata del villaggio di Grabovica nei pressi di Jablanica. I fautori dell'eccidio furono membri dell'Armata della Repubblica di Bosnia ed Erzegovina (ARBiH); alcuni erano soldati della 9ª brigata, altri soldati non ancora identificati. Alcune fonti citano un maggior numero di vittime, anche se tali informazioni non sono state ufficialmente confermate.